# Чемпіонат України з футболу 2006—2007: турнір дублерів
3-й чемпіонат України з футболу серед дублерів проходив з липня 2006 року по травень 2007 року. Чемпіоном втретє поспіль стала команда дублерів київського «Динамо», вилетіли з турніру «Іллічівець» (Маріуполь) та «Сталь» (Алчевськ).

## Учасники
У турнірі взяли участь 16 команд-дублів:
| - «Арсенал» (Київ) - «Ворскла» (Полтава) - «Динамо» (Київ) - «Дніпро» (Дніпропетровськ) - «Зоря» (Луганськ) - «Іллічівець» (Маріуполь) - «Карпати» (Львів) - «Кривбас» (Кривий Ріг) | - «Металіст» (Харків) - «Металург» (Донецьк) - «Металург» (Запоріжжя) - «Сталь» (Алчевськ) - «Таврія» (Сімферополь) - ФК «Харків» (Харків) - «Чорноморець» (Одеса) - «Шахтар» (Донецьк) |

 — нові команди.

## Підсумкова таблиця
|    | Команда                    | І  | В  | Н  | П  | МЗ | МП | О  |
| -- | -------------------------- | -- | -- | -- | -- | -- | -- | -- |
| 1  | «Динамо» (Київ)            | 30 | 21 | 7  | 2  | 86 | 24 | 70 |
| 2  | «Шахтар» (Донецьк)         | 30 | 20 | 5  | 5  | 74 | 37 | 65 |
| 3  | «Чорноморець» (Одеса)      | 30 | 19 | 4  | 7  | 46 | 27 | 61 |
| 4  | «Іллічівець» (Маріуполь)   | 30 | 18 | 6  | 6  | 63 | 27 | 60 |
| 5  | «Дніпро» (Дніпропетровськ) | 30 | 16 | 8  | 6  | 56 | 32 | 56 |
| 6  | ФК «Харків» (Харків)       | 30 | 12 | 7  | 11 | 47 | 46 | 43 |
| 7  | «Ворскла» (Полтава)        | 30 | 12 | 6  | 12 | 37 | 33 | 42 |
| 8  | «Карпати» (Львів)          | 30 | 11 | 6  | 13 | 48 | 46 | 39 |
| 9  | «Металург» (Запоріжжя)     | 30 | 10 | 9  | 11 | 37 | 37 | 39 |
| 10 | «Металіст» (Харків)        | 30 | 12 | 5  | 13 | 34 | 56 | 41 |
| 11 | «Сталь» (Алчевськ)         | 30 | 9  | 8  | 13 | 33 | 50 | 35 |
| 12 | «Кривбас» (Кривий Ріг)     | 30 | 9  | 5  | 16 | 31 | 54 | 32 |
| 13 | «Таврія» (Сімферополь)     | 30 | 7  | 4  | 19 | 27 | 76 | 25 |
| 14 | «Арсенал» (Київ)           | 30 | 4  | 10 | 16 | 19 | 50 | 22 |
| 15 | «Металург» (Донецьк)       | 30 | 4  | 8  | 18 | 30 | 46 | 20 |
| 16 | «Зоря» (Луганськ)          | 30 | 4  | 8  | 18 | 24 | 51 | 20 |

## Бомбардири

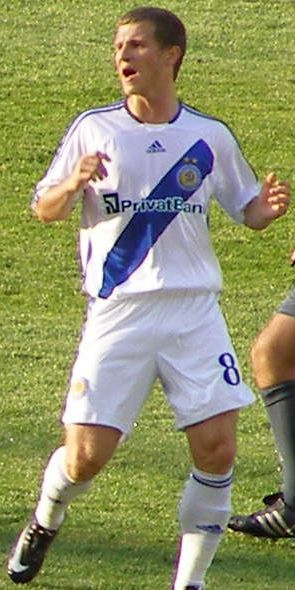
Олександр Алієв

| #  | Футболіст            | Команда                               | Ігор | Голів (з пен.) |
| -- | -------------------- | ------------------------------------- | ---- | -------------- |
| 1  | Олександр Алієв      | «Динамо» (Київ)                       | 24   | 21 (4)         |
| 2  | Сергій Шевчук        | «Шахтар» (Донецьк)                    | 29   | 20 (4)         |
| 3  | Євген Селезньов      | «Шахтар» (Донецьк) / «Арсенал» (Київ) | 16   | 16 (1)         |
| 4  | Дмитро Льопа         | «Дніпро» (Дніпропетровськ)            | 25   | 15 (5)         |
| 5  | Олександр Антоненко  | «Іллічівець» (Маріуполь)              | 15   | 11 (3)         |
| 6  | Сергій Мотуз         | «Дніпро» (Дніпропетровськ)            | 8    | 8              |
| 7  | Денис Олійник        | «Динамо» (Київ)                       | 17   | 8 (1)          |
| 8  | Сергій Давидов       | «Металіст» (Харків)                   | 20   | 8 (1)          |
| 9  | Владислав Голопьоров | «Шахтар» (Донецьк)                    | 17   | 8 (2)          |
| 10 | Олександр Згура      | «Чорноморець» (Одеса)                 | 14   | 8 (5)          |
| 11 | Володимир Лисенко    | «Динамо» (Київ)                       | 16   | 7              |